# Il principe azzurro
Il principe azzurro è stato un programma televisivo italiano andato in onda il venerdì in prima serata su Canale 5 dal 3 marzo al 30 giugno 1989, per diciotto puntate, con la conduzione di Raffaella Carrà.
Il 28 febbraio 1989 è andato in onda su canale 5 alle 22.30 uno speciale dal titolo "Il Principe di Raffaella". Lo special della durata di 30 minuti era un'anteprima del programma in partenza il venerdi successivo.
Le guide televisive non riportano la messa in onda di questo speciale, ad eccezione di quella de "La Stampa". Lo Speciale è disponibile sul sito di Mediaset nel programma "Ieri e Oggi in Tv".

## Il programma
Il programma, secondo show della Carrà in onda sulle reti Fininvest dopo il Raffaella Carrà Show, era costruito attorno a una gara tra uomini di età compresa tra i 25 ed i 45 anni che si sfidavano per eleggere il principe azzurro degli anni novanta.
In onda dallo studio 1 del Centro Palatino di Roma, in ogni puntata si sfidavano sei diversi uomini; nella prima parte, dopo un test psicologico eseguito dalla stessa Carrà sotto la supervisione della psicologa Carla Viale von Goetz, avveniva una scrematura dalla quale venivano eletti tre sfidanti, che si sarebbero dati battaglia nella seconda parte della puntata in prove di abilità, venendo votati dal pubblico delle donne in studio e da quello delle telespettatrici da casa.
Tra una sfida e l'altra, la Carrà si esibiva nei suoi celebri stacchetti e con famose canzoni, con le coreografie del compagno e regista Sergio Japino, circondata da una scenografia particolarmente ricca. Fininvest investì molto su questo show, tanto che ogni singola puntata veniva a costare circa 750 milioni di lire.
Il vincitore finale del programma si aggiudica come premio una Ferrari. La prima ed unica edizione è stata aggiudicata dal giovane sassofonista romano di origini irpine Gianni Scaperrotta, classe 1969, diplomato al Santa Cecilia ed attualmente dirigente di una società del settore interinale. Al programma presero parte tra gli altri come candidati al principe azzurro, un giovane Silvio Oddi e Dario Cassini.
La sigla del programma, cantata dalla stessa Carrà, si intitolava Voglio tutto, soprattutto te, ed era accompagnata da un video animato, realizzato da Pierluigi De Mas.
Il programma è stato riproposto in seguito in replica sul canale satellitare Happy Channel e nel 2021 su Mediaset Extra in omaggio alla Carrà.